# 佐々木茂美 (工学者)
佐々木 茂美（ささき しげみ、男性、1930年2月11日 - ）は、日本の機械工学者、気の研究家、電気通信大学名誉教授。本名は栗田 慶祐。

## 来歴
長野県上水内郡（現長野市）生まれ。1953年東北大学工学部精密工学科卒業。「炭素鋼の疲れ損傷度に関する研究」で工学博士。東芝機械、防衛大学校機械工学科講師、1972年電気通信大学助教授、教授、1994年定年退官、名誉教授、東海大学教授。2009年秋瑞宝中綬章受勲。
1974年のユリ・ゲラー来日を機に念力などの超常現象に興味を持ち、日本サイ科学会会長。「気」を研究。

## 著書
- 『「気」のつくり方・高め方 実験データが明かした「気」の正体』ごま書房 ゴマブックス、1991、のちサンマーク文庫
- 『「気」がもっとわかる本 科学が明かした「気」の受け方・出し方』ごま書房、ゴマブックス、1992
- 『超能力エネルギーは「気」だった 科学常識を塗り替える!人間の潜在パワーの秘密を物理学が解明』ごま書房、ゴマブックス、1992
- 『ここまでわかった「気」の科学 ついに解明された「気」発生のメカニズム』ごま書房、1996
- 『「見えないもの」を科学する』サンマーク出版、1998
- 『図解雑学 気の科学』ナツメ社、 2003
- 『図解誰でもできる「気」のつくり方・高め方』ゴマブックス、2006